# Championnat d'Afrique masculin de volley-ball 1979
Navigation
Championnat d'Afrique 1976 Championnat d'Afrique 1983
Le 4e championnat d'Afrique masculin de volley-ball s'est déroulé en novembre 1979 à Tripoli, Libye. Il a mis aux prises les cinq meilleures équipes continentales.

## Équipes engagées
- Libye
- Madagascar
- Nigeria
- Sénégal
- Tunisie

## Classement final
| Place              | Équipe     |
| ------------------ | ---------- |
| Médaille d'or      | Tunisie    |
| Médaille d'argent  | Libye      |
| Médaille de bronze | Madagascar |
| 4                  | Sénégal    |
| 5                  | Nigeria    |

## Vainqueur
| Championnat d'Afrique de volley-ball — Vainqueur 1979 |
| ----------------------------------------------------- |
| Tunisie Troisième titre                               |